# Leon Fudakowski
Leon Fudakowski (ur. 26 sierpnia 1904 w majątku Uher koło Chełma, zm. 12 maja 1992 w Cowansville, w prowincji Quebec w Kanadzie) – podpułkownik dyplomowany artylerii Polskich Sił Zbrojnych, 10 listopada 1990 mianowany na stopień pułkownika przez Prezydenta RP na uchodźstwie, ostatni dowódca 12 pułku ułanów podolskich (1944–1947), pierwszy prezes Koła 12 pułku ułanów podolskich w Londynie.

## Życiorys
Leon Fudakowski urodził się 26 sierpnia 1904 jako syn Bronisława i Anny (z Wołowskich) Fudakowskich w majątku Uher. Ukończył Korpus Kadetów Nr 2 w Modlinie. Jako jeden z grupy 40 kadetów uczestniczył w trzecim powstaniu śląskim. Ukończywszy w 1924 Oficerską Szkołę Artylerii w Toruniu został przydzielony do 7 dywizjonu artylerii konnej. W 1931 został instruktorem w Szkole Podchorążych Rezerwy Artylerii we Włodzimierzu Wołyńskim. 3 listopada 1932 powołany został do Wyższej Szkoły Wojennej w Warszawie na kurs (1932–1934). W 1933, po ukończeniu pierwszego roku studiów, skierowany został na dwuletni kurs Wyższej Szkoły Wojennej w Paryżu (franc. Ecole supérieure de guerre). 27 czerwca 1935 roku został awansowany do stopnia kapitana ze starszeństwem z dniem 1 stycznia 1935 i 44. lokatą w korpusie oficerów artylerii. Z dniem 1 sierpnia tego roku otrzymał tytuł naukowy oficera dyplomowanego i przydział do 30 Poleskiej Dywizji Piechoty w Kobryniu na stanowisko oficera sztabu. W latach 1938–1939 odbywał praktykę liniową w 23 pułku artylerii lekkiej w Będzinie na stanowisku dowódcy 8. baterii.
Podczas kampanii wrześniowej Fudakowski służył jako oficer operacyjny w sztabie Grupy Operacyjnej „Śląsk”. W listopadzie 1939 przez Węgry dostał się do Francji. W Wojsku Polskim we Francji zarządzeniem Wodza Naczelnego z dniem 3 maja 1940 został awansowany na stopień majora artylerii. Po kampanii francuskiej trafił do Wielkiej Brytanii. Tam przeszedł kurs spadochronowy oraz kurs broni pancernej. Wkrótce został odwołany do służby w sztabie Naczelnego Wodza w Londynie. W 1944 został wysłany do Włoch, gdzie 31 października tego roku został dowódcą 12 pułku ułanów podolskich, którym dowodził podczas walk w Apeninach Emiliańskich. Po demobilizacji Polskich Sił Zbrojnych wyjechał do Kanady, gdzie osiedlił się na stałe. Zmarł 12 maja 1992 w Cowansville (Quebec, Kanada). Jego prochy zostały przewiezione do Polski i złożone na cmentarzu powązkowskim w Warszawie.
Wielu członków jego rodziny związało swoje życie z Wojskiem Polskim. Brat, Jan Fudakowski, był oficerem w 1 pułku ułanów krechowieckich. Drugi brat, Andrzej Fudakowski, był oficerem rezerwy łączności. Brał udział w kampanii wrześniowej i bitwie o Narwik. Trzeci brat, Franciszek Fudakowski, był podporucznikiem w 1 pułku ułanów krechowieckich. Kuzyni Fudakowskiego również służyli w kawalerii (Jerzy Fudakowski w 12 pułku ułanów podolskich oraz Zygmunt Jan Fudakowski w 1 pułku strzelców konnych).

## Ordery i odznaczenia
- Krzyż Walecznych (dwukrotnie)
- Złoty Krzyż Zasługi z Mieczami
- Medal Niepodległości[2]
- Srebrny Krzyż Zasługi[2]
- Krzyż na Śląskiej Wstędze Waleczności i Zasługi
- Medal Wojska
- włoski Krzyż Wojenny za Męstwo Wojskowe (Croce al Valor Militare)
- amerykańska Legia Zasługi
- brytyjska Gwiazda za Wojnę 1939-1945
- brytyjski Medal za Wojnę 1939-1945
- przyznanego przez władze PRL Orderu Virtuti Militari nie przyjął[6]